# Von Roxendorff
von Roxendorff var en svensk adelsätt. Familjen ursprungliga namn var Roxman. Släkten adlades 1686 och upphöjdes i friherrligt stånd år 1762. Introducerad på Riddarhuset år 1766. Hela ätten utslocknade 2014 23/11.

## Kända medlemmar
- Carl Gustaf von Roxendorff, landshövding i Kalmar län 1757-1774.